# シマキツネベラ
シマキツネベラ（B. masudai）はタキベラ属に属する海水魚の一種である。

## 分布
日本国内では、静岡県伊東市富戸、八丈島、和歌山県西牟婁郡白浜町、奄美大島、伊豆半島で見られる。日本国外では、台湾、ニューカレドニア、ノーフォーク島で分布する。

## 形態
全長は10センチメートル程度。成魚は同じタキベラ属の「Bodianus neopercularis」に似るが、体側の黄色いラインが尾鰭付け根で止まっていることから識別できる。若魚はタヌキベラに似るが、尾鰭が透明でないことから識別できる。幼魚はソメワケベラに似るが、幼魚は体側の黄色いラインが尾鰭付け根でとまっていることから識別できる。

## 生態
水深40メートル以深の潮通しのよい岩礁斜面で見られる。稀種。幼魚は他の魚をクリーニングし、外見もソメワケベラに似る。だが、ソメワケベラのように上下にはねるような泳ぎ方はせず、横に滑るように泳ぐ。

## 名称
本種の学名の種小名のmasudaiは、日本産魚類の分類や分布の研究を飛躍的に発展させた益田一氏からとっている。